# Cancer Investigation
Cancer Investigation is een internationaal, aan collegiale toetsing onderworpen wetenschappelijk tijdschrift op het gebied van de oncologie. De naam wordt in literatuurverwijzingen meestal afgekort tot Canc. Investig. Het wordt uitgegeven door Informa Healthcare namens de Chemotherapy Foundation en verschijnt 10 keer per jaar. Het eerste nummer verscheen in 1983.